# ميكي لوسون
ميكي لوسون (بالإنجليزية: Mickey Lawson)‏ (23 مايو 1949 بإدنبرة في المملكة المتحدة - ) هو مدرب كرة قدم ولاعب كرة قدم بريطاني في مركز الهجوم. لعب مع ريث روفرز وسانت جونستون ونادي ستيرلينغ ألبيون وبيرويك راينجرز ونادي ليفينغستون لكرة القدم.